# Maria Augusta Carneiro
Maria Augusta Carneiro Ribeiro (Montes Claros, 25 de fevereiro de 1947 - Rio de Janeiro, 15 de maio de 2009) foi uma militante de organizações de extrema-esquerda do Brasil, mais conhecida por ter sido a única mulher libertada pela ditadura militar por ocasião do sequestro do embaixador dos Estados Unidos Charles Burke Elbrick, em setembro de 1969.
Ex-estudante de Direito na Universidade Federal do Rio de Janeiro (UFRJ) e militante da Dissidência Comunista Universitária da Guanabara e do MR-8, foi presa pela primeira vez durante a reunião clandestina da UNE em Ibiúna, interior de São Paulo, em 1968. Depois de solta, foi novamente presa em maio de 1969 e libertada no grupo de prisioneiros políticos trocados pelo embaixador americano. Durante sua estada na prisão, enquanto o sequestro acontecia, ela teve os dentes quebrados na cela a socos por um torturador.
Exilada, passou pelo México, Cuba, Itália, Chile, Argélia e Suécia, onde se graduou em pedagogia na Universidade de Uppsala. Ao retornar ao Brasil depois da Lei da Anistia, Maria Augusta foi uma das fundadoras do PT no Rio de Janeiro e trabalhou na Companhia Vale do Rio Doce e como ouvidora-geral da Petrobras nos anos anteriores à sua morte. Morreu cerca de vinte dias depois de um acidente de automóvel em Armação dos Búzios, no estado do Rio, em decorrência dos ferimentos sofridos.

Na célebre foto que mostra os presos políticos trocados pelo embaixador Charles Burke Elbrick em 1969, antes de embarcarem para o exílio, Maria Augusta é a única mulher entre os doze homens.